# The Comfort Zone
The Comfort Zone è il secondo album in studio della cantante e attrice statunitense Vanessa Williams, pubblicato nel 1991.

## Tracce
1. The Comfort Zone – 3:59 (Kipper Jones, Reggie Stewart)
2. Running Back to You – 4:39 (Trevor Gale, Kenni Hairston)
3. Work to Do (featuring Dres of Black Sheep) – 4:36 (O'Kelly Isley Jr., Ronald Isley, Rudolph Isley)
4. You Gotta Go – 6:21
5. Still in Love – 5:22
6. Save the Best for Last – 3:38
7. What Will I Tell My Heart? – 4:17 (Irving Gordon, Jack Lawrence, Peter Tinturin)
8. Strangers Eyes – 6:16
9. 2 of a Kind – 5:16
10. Freedom Dance (Get Free!) – 4:14
11. Just for Tonight – 4:28 (Keith Thomas, Cynthia Weil)
12. One Reason – 4:52 (Keith Thomas, Cynthia Weil)
13. Better off Now – 4:14 (Keith Thomas, Wendy Waldman)
14. Goodbye – 4:21 (Gary Chapman, Keith Thomas)

Tracce bonus (Ed. europea)
1. The Right Stuff (Norman Cook 12" Remix) – 6:18 (Rex Salas, Kipper Jones)